# أورس فيشر
أورس فيشر (20 فبراير 1966 في سويسرا - ) هو مدرب كرة قدم ولاعب كرة قدم سويسري في مركز الدفاع. شارك مع منتخب سويسرا لكرة القدم. أما مع النوادي، فقد لعب مع نادي زيورخ ونادي سانت غالن.

## مسيرته الكروية
لعب أورس فيشر خلال مسيرته الاحترافية مع ناديين في عشرون موسمًا وسجل خلالها 16 هدفًا ضمن 564 مباراة. حيث فاز في موسم واحد بالكأس ولم يفز بأي دوري.
خاض أورس فيشر مسيرته مع نادي زيورخ في موسم 1983–84 في المرة الأولى ليلعب معه أربعة مواسم ثم في موسم 1995–96 ليلعب معه ثمانية مواسم، مشاركًا طوالها في 303 مباراة سجل خلالها 5 أهداف. ثم انتقل إلى نادي سانت غالن في موسم 1987–88 ليلعب معه ثمانية مواسم، حيث شارك في 261 مباراة سجل خلالها 11 هدفًا.

## روابط خارجية
- أورس فيشر على موقع قاعدة بيانات كرة القدم.إي يو (الإنجليزية)
- أورس فيشر على موقع ناشيونال فوتبول تيمز (الإنجليزية)
- أورس فيشر على موقع Soccerway.com (الإنجليزية)
- أورس فيشر على موقع عالم كرة القدم.نت (الإنجليزية)